# Kristen Mann
Pour les articles homonymes, voir Mann.
Kristen Mann (née le 10 août 1983 à Lakewood en Californie) est une joueuse professionnelle de basket-ball de nationalité américaine. Mesurant 1,86 m, elle évolue au poste d’ailière et est internationale américaine. Elle est également chanteuse du groupe Sapphica qu'elle a cofondé avec un de ses anciens condisciples.

## Biographie
Étudiante à l’université à l’UC Santa Barbara, tout comme Lindsay Taylor, elle en sort diplômée en 2005 (en women’s studies). À sa sortie de l’université, elle est choisie en 11e position au premier tour de la draft WNBA 2005 par le Lynx du Minnesota.
Après une brève pige en Espagne, Kristen Mann tente l’aventure européenne en s’engageant en faveur du Tarbes GB, où elle forme avec Elizabeth Shimek-Moeggenberg un convaincant tandem américain. Elle revient en France à l'été 2010 pour s'engager avec le promu Charleville.
Après avoir bien contribué au maintien de Charleville, elle annonce son engagement avec une équipe du haut de tableau, Montpellier, pour la saison 2011-2012.
Blessée au péroné de mars 2012 à janvier 2013, le club fait appel à Géraldine Robert pour la suppléer en début de saison 2012-2013. En 13 rencontres, elle tourne à 9,2 points, 3,5 rebonds et 1,3 passe décisive pour 9 d’évaluation et contribue à la première place de Montpellier en saison régulière. Elle signe en avril 2013 pour la saison suivante à Toulouse.
En 2015, elle effectue la pré-saison avec le Storm de Seattle, mais n'est pas conservée dans l'effectif.
En 2014, elle ne joue que quelques mois au Portugal pour le CAB Madeira avec une moyenne de 11,4 points, puis s'engage en 2015-2016 pour le club letton du TTT Riga qualifié pour l'Eurocoupe. Ses statistiques en Eurocoupe sont de 13,5 points, 6,5 rebonds et 3,8 passes décisives. En octobre, elle fait son retour à Lattes Montpellier pour trois mois comme joker médical de Naomi Halman.
En 2017-2018, elle évolue avec le club LFB de Roche Vendée mais le quitte en décembre faute de motivation à jouer pour un club dernier du championnat. Quelques semaines plus tard, remise de son mal du pays, elle s'engage en février 2018 avec le club rival de l'USO Mondeville en lice avec Roche Vendée pour le maintien en LFB. Elle y remplace l'Australienne Stephanie Talbot. En huit rencontres, elle tourne à 10,9 points et 5,5 rebonds pour 12,3 d'évaluation de moyenne et s'engage à prolonger pour une saison de plus si le club se maintient en LFB. Ses 13,1 points et 4,3 rebonds ne suffisent pas à assurer le maintien de Mondeville. Sans club au début de saison à 36 ans, elle rejoint le promu de LFB Charnay en novembre 2019. Elle revient en France en novembre 2020 à Bourges pour remplacer Iliana Rupert blessée.
Elle intègre l’encadrement de la franchise WNBA du Sun du Connecticut pour la saison 2025, en tant que manageuse du développement basket.

## Clubs en carrière

### États-Unis
| Saison      | Équipe                                    | Pays       |
| 2001-2005   | Gauchos de l’UC Santa Barbara (NCAA)      | États-Unis |
| 2005 - 2007 | Lynx du Minnesota (WNBA)                  | États-Unis |
| 2008        | Dream d'Atlanta (WNBA) Fever de l'Indiana | États-Unis |
| 2009        | Mystics de Washington (WNBA)              | États-Unis |
| 2010        | Lynx du Minnesota (WNBA)                  | États-Unis |

### Europe
| Saison    | Équipe                                  | Pays     |
| 2005-2006 | Mann Filter Saragosse (6 matches)       | Espagne  |
| 2006-2007 | Mersin Büyükşehir Belediye              | Turquie  |
| 2007-2008 | Tarbes GB                               | France   |
| 2009-2010 | SK Cēsis                                | Lettonie |
| 2010-2011 | Flammes Carolo basket                   | France   |
| 2011-2013 | Basket Lattes Montpellier Agglomération | France   |
| 2013-2014 | Toulouse Métropole Basket               | France   |
| 2014-2015 | CAB Madeira                             | Portugal |
| 2015-2016 | TTT Riga                                | Lettonie |
| 2016-2017 | Lattes Montpellier                      | France   |
| 2017-2018 | Roche Vendée Basket Club                | France   |
| 2017-2019 | USO Mondeville                          | France   |
| 2019-2020 | Charnay Basket Bourgogne Sud            | France   |
| 2020-2022 | Tango Bourges Basket                    | France   |
| 2022-2023 | Basket Landes                           | France   |
| 2023-2024 | Tango Bourges Basket                    | France   |

## Palmarès

### Avec l’Équipe des États-Unis
- Championne du monde espoir en 2003 à Šibenik.

### En club
- Vainqueur de la Coupe de France : 2013[16], 2023[17], 2024
- Championne de France : 2021-22 [18]
- Vainqueur de l'Eurocoupe : 2021-22[19]

## Vie privée
En novembre 2018, elle épouse sa compagne de longue date.